# Ринальдо д’Аквино
Граф Ринальдо IV д’Аквино (итал. Rinaldo d'Aquino; ок. 1213 — 1281) по прозванию Риматоре (Рифмач) — итальянский поэт. Племянник доминиканца святого Фомы Аквинского — сын его второго старшего брата Филиппа д’Аквино (1240).

Принял участие в шестом Крестовом походе 1228—1229 годов вместе с императором Фридрихом и написал об этом стихи.
Состоял на должности сокольничего в Монтелле (Кампания) и входил в число поэтов сицилийской школы. Обвинялся вассалами в совращении их жён.
Император Священной Римской империи Фридрих II Гогенштауфен, видимо, любил его за талант и доверял ему, несмотря на измены его родственников, — весной 1246 года четверо его дядей из клана Аквино-Сансеверино примкнули к антиимператорскому заговору. Ринальдо IV д’Аквино посвятил этому событию стихи:

Хорошо, когда на прощанье говорят,

Что я нравлюсь,

Ибо, живя в страдании, изменился,

Только рассудком ожидая открытости;

Когда очень важный человек,

По гороскопу ужасно мстительный,

Полагается на разум,

То не оскорбляет верного ему.

И подсластил во многом он прощанье.

Говоря о гороскопе — он никому ничего не диктует;

Следуй ему, если захочешь,

Ведь человек всегда входит в сферу познаний,

Чтобы знать и не бояться.

Но взяв факел, конечно, выделяешься.
В завещании 1250 года Фридрих II Гогенштауфен назначил его своим душеприказчиком. Позднее, в 1266 году, Ринальдо Риматоре д’Аквино предал своего сюзерена и четвероюродного кузена — короля Манфреда Сицилийского. За это получил фамильное владение Рокасекка от графа Карла I Анжу, ставшего королём Обеих Сицилий. Ринальдо дважды упомянут Данте, который цитировал его стихотворение «Аmore vao sì allegramente» как пример канцоны:

Раз сто публично изливал боль и печаль,

Эта цифра показывает

Мое старание найти средство,

Чтобы любовь по зодиаку стала приятной,

Как волна — красивая и свободная.

Для меня это очевидно,

И я обременен тоской.

Доброе сердце этой женщины

Сохранило в тонкой душе любовь.

Посему я знаю, что богат любовной радостью,

И поспешил к моей простой женщине:

Я так много трудился, размышляя, в поисках знания,

А простое сердце не рассуждает.

После поиска удовольствий,

Я покаянно вернулся домой.